# 로켓펀치 (음악 그룹)
로켓펀치(Rocket Punch)는 대한민국의 5인조 걸 그룹으로, 2019년 8월 7일 데뷔했다. 그룹명은 ‘단조로운 일상에 날리는 신선한 한 방의 펀치’라는 의미로, 자신들의 새로운 음악과 무대로 대중의 일상에 밝은 에너지를 선사하도록 노력하겠다는 바람이 담겨 있다. 팬덤 이름은 KETCHY이다.

## 역사

### 데뷔 전
쥬리는 2011년 오디션을 통해 AKB48 12기 연습생으로 캐스팅됐다. 2012년 3월 AKB48 팀4를 통해 대중에게 소개됐다. 그녀의 국내 첫 TV 출연은 2018년 리얼리티 경연 쇼 '프로듀스48'이었다. 수윤과 소희 프로듀스48을 통해서도 울림엔터테인먼트의 대표 연습생으로 대중에게 소개됐다. 쥬리는 지난 2019년 3월 울림 엔터테인먼트와 전속 계약을 맺고 울림의 신인 걸그룹 멤버로 데뷔하며 한국 활동에 나선 것으로 확인됐다. 두 달 후, 쥬리는 공식적으로 AKB48을 졸업했다.

### 2019~2020: 인트로, 핑크펀치로 데뷔, 레드펀치, 블루펀치로 이어진다
울림엔터테인먼트는 22일 로켓펀치의 로고가 담긴 모션클립을 공개하며 러블리즈 다음 걸그룹이 나올 것이라는 추측을 내놨다. 이후 7월 23일 6명(연희, 쥬리, 수윤, 윤경, 소희, 다현)이 출연하는 콘셉트 필름이 공개되면서 확정됐다.
로켓펀치의 데뷔 EP '핑크펀치'는 2019년 8월 7일 발매됐으며, 리드 싱글 '빔밤붐'이 수록됐다. EP 발매 후 서울 예스24 라이브홀에서 데뷔 쇼케이스가 열렸다. 2019 걸스어워드 가을/겨울 쇼에서 일본 첫 공연을 펼쳤다.
그룹은 2월 10일 두 번째 EP Red Punch와 리드 싱글 "Bouncy"로 컴백했다.
8월 4일, 그룹은 세 번째 EP Blue Punch와 리드 싱글 "Juicy"를 발매했다.

### 2021~2022: 링링, 일본 데뷔, 옐로펀치, 플래시
로켓펀치는 2021년 5월 17일 첫 싱글 앨범 Ring Ring과 동명의 리드 싱글을 발매했다. 리드 싱글의 어쿠스틱 버전은 7월 15일에 발매되었다.
울림엔터테인먼트는 24일 로켓펀치가 요시모토 코교 소속으로 일본 데뷔를 한다고 밝혔다. 이들은 첫 번째 일본 EP Bubble Up을 발매했다. 8월 4일, 동명의 타이틀곡이 7월 13일 공개됐다.
2022년 2월 28일, 그룹은 리드 싱글 "Chiquita"로 네 번째 EP Yellow Punch를 발매했다.
2022년 3월 11일, 울림엔터테인먼트는 로켓펀치가 2022년 4월 2일과 3일 양일간 온·오프라인 팬미팅을 개최했다고 밝혔다.
2022년 6월 29일, 일본 싱글 'Fiore'를 발매했다.
2022년 8월 29일 두 번째 싱글 앨범 'Flash'를 발매했다.

### 2023년: 퀸덤 퍼즐과 붐
2023년 5월 26일 Mnet 새 서바이벌 '퀸덤퍼즐'에 멤버 쥬리, 연희, 수윤이 출연자로 공개됐다. 8월 15일 방송 최종회에서 멤버 연희는 6위를 차지하며 슈퍼그룹 EL7Z UP의 라인업에 이름을 올렸다. 나머지 멤버인 쥬리와 수윤은 각각 12위와 8위를 차지했다.
9월 6일 세 번째 싱글 앨범 Boom을 발매했다.

### 2024년: 쥬리 탈퇴, 계약 만료
2024년 5월 24일 멤버 쥬리가 소속사와 계약 만료로 팀을 탈퇴하여 5인조로 개편하였다.
2024년 12월 31일 멤버 수윤을 제외한 다른 멤버들이 소속사와 계약 만료 되었다.

## 이전 구성원
| 이름 | 소개                                                                                              |
| ---- | ------------------------------------------------------------------------------------------------- |
| 연희 | - 본명 : 김연희 - 생년월일 : 2000년 12월 6일(24세) - 출생지 : 대한민국 광주광역시 - 포지션 : 리더 |
| 수윤 | - 본명 : 김수윤 - 생년월일 : 2001년 3월 17일(24세) - 출생지 : 대한민국 경기도 고양시              |
| 윤경 | - 본명 : 서윤경 - 생년월일 : 2001년 11월 1일(23세) - 출생지 : 대한민국 광주광역시                 |
| 소희 | - 본명 : 김소희 - 생년월일 : 2003년 8월 14일(21세) - 출생지 : 일본 오사카부 - 국적 : 대한민국     |
| 다현 | - 본명 : 정다현 - 생년월일 : 2004년 4월 29일(21세) - 출생지 : 대한민국                            |
| 쥬리 | - 본명 : 타카하시 쥬리 - 생년월일 : 1997년 10월 3일(27세) - 출생지 : 일본 이바라키현 가시마시     |

## 수상 내역

### 시상식
- 2020년 제28회 대한민국 문화연예대상 K-POP부문 가수상